# 163. вечити дерби у фудбалу
163. вечити дерби је фудбалска утакмица која је одиграна 18. октобра 2020. године на Стадиону Партизана у Београду. Ова утакмица је играна у оквиру 11. кола Суперлиге Србије у сезони 2020/21, а завршена је нерешеном резултатом 1:1 (1:0). Главни судија на утакмици био је Новак Симовић из Ловћенца.
Директан пренос утакмице реализовала је телевизија Арена спорт, уз употребу 28 камера (шеснаест за сам пренос и додатних дванаест за студијске потребе). Утакмицу су још директно преносили и ТВ Б92 и Радио Београд 1.
Овај дерби је одигран без присуства навијача, а разлог томе биле су мере надлежних органа у циљу сузбијања пандемије вируса корона. Ово је био тек други пут у историји да првенствени сусрет београдских вечитих ривала није уживо пратила публика на стадиону. Први међусобни сусрет ова два клуба без подршке навијача био је 132. вечити дерби. Тај меч је одигран 1. марта 2008. године, а Црвена звезда је као домаћин победила резултатом 4:1.

## Међусобни скор пред дерби

### Статистика вечитих дербија
| Такм.     | ИГP | ЦЗB | Н  | ПАР | ГолЦЗВ | ГолПАР |
| --------- | --- | --- | -- | --- | ------ | ------ |
| Првенство | 162 | 64  | 51 | 47  | 227    | 196    |
| Куп       | 38  | 20  | 4  | 14  | 57     | 49     |
| Остало    | 55  | 25  | 9  | 21  | 103    | 90     |
| Укупно    | 255 | 109 | 64 | 82  | 387    | 335    |

### Последњих десет вечитих дербија
| #    | Такмичење                        | Домаћин       | Гост          | Датум       | Резултат |
| ---- | -------------------------------- | ------------- | ------------- | ----------- | -------- |
| 155. | Суперлига Србије 2017/18.        | Црвена звезда | Партизан      | 27.08.2017. | 0:0      |
| 156. | Суперлига Србије 2017/18.        | Партизан      | Црвена звезда | 13.12.2017. | 1:1      |
| 157. | Суперлига Србије 2017/18.        | Црвена звезда | Партизан      | 14.04.2018. | 2:1      |
| 158. | Суперлига Србије 2018/19.        | Партизан      | Црвена звезда | 23.09.2018. | 1:1      |
| 159. | Суперлига Србије 2018/19.        | Црвена звезда | Партизан      | 02.03.2019. | 1:1      |
| 160. | Суперлига Србије 2018/19.        | Црвена звезда | Партизан      | 25.04.2019. | 2:1      |
| —    | Куп Србије 2018/19. — финале     | Црвена звезда | Партизан      | 23.05.2019. | 0:1      |
| 161. | Суперлига Србије 2019/20.        | Партизан      | Црвена звезда | 22.09.2019. | 2:0      |
| 162. | Суперлига Србије 2019/20.        | Црвена звезда | Партизан      | 01.03.2020. | 0:0      |
| —    | Куп Србије 2019/20. — полуфинале | Партизан      | Црвена звезда | 10.06.2020. | 1:0      |

## Пласман клубова на табели Суперлиге Србије 2020/21.
Црвена звезда је 163. дерби дочекала на челу табеле Суперлиге Србије, а у првих десет кола освојила је максималан број бодова (30). Партизан је заузимао друго место и имао је осам бодова мање.
|  | М | Клуб          | Одиг. | Поб. | Нер. | Пор. | ГД | ГП | ГР  | Бод. |
|  | - | ------------- | ----- | ---- | ---- | ---- | -- | -- | --- | ---- |
|  | 1 | Црвена звезда | 10    | 10   | 0    | 0    | 34 | 3  | +31 | 30   |
|  | 2 | Партизан      | 10    | 7    | 1    | 2    | 25 | 9  | +16 | 22   |
|  | 3 | Војводина     | 10    | 6    | 2    | 2    | 20 | 12 | +8  | 20   |

|  | М | Клуб          | Одиг. | Поб. | Нер. | Пор. | ГД | ГП | ГР  | Бод. |
|  | - | ------------- | ----- | ---- | ---- | ---- | -- | -- | --- | ---- |
|  | 1 | Црвена звезда | 11    | 10   | 1    | 0    | 35 | 4  | +31 | 31   |
|  | 2 | Партизан      | 11    | 7    | 2    | 2    | 26 | 10 | +16 | 23   |
|  | 3 | Војводина     | 11    | 7    | 2    | 2    | 24 | 13 | +11 | 23   |

## Детаљи меча
| Партизан            | 1 : 1 Извештај | Црвена звезда              |
| ------------------- | -------------- | -------------------------- |
| Филип Стевановић 6’ |                | Александар Катаи 75’ (пен) |

| Партизан | Црвена звезда |

| Партизан:             |    |                     |  |         |
|                       |    |                     |  |         |
| О                     | 3  | Маки Бањак          |  |         |
| О                     | 4  | Светозар Марковић   |  | 88’     |
| С                     | 6  | Бибрас Натхо        |  | 62’     |
| Н                     | 11 | Такума Асано        |  |         |
| С                     | 16 | Саша Здјелар        |  |         |
| С                     | 20 | Сејдуба Сума        |  | 15’     |
| О                     | 26 | Александар Миљковић |  |         |
| С                     | 39 | Милош Јојић         |  | 74’ 88’ |
| О                     | 72 | Слободан Урошевић   |  |         |
| С                     | 80 | Филип Стевановић    |  | 6’ 62’  |
| Г                     | 88 | Владимир Стојковић  |  |         |
| Измене:               |    |                     |  |         |
| О                     | 5  | Игор Вујачић        |  |         |
| С                     | 7  | Денис Стојковић     |  |         |
| С                     | 10 | Лазар Павловић      |  |         |
| О                     | 15 | Урош Витас          |  | 88’     |
| О                     | 23 | Бојан Остојић       |  | 80’     |
| Н                     | 32 | Никола Штулић       |  |         |
| О                     | 37 | Иван Обрадовић      |  | 88’     |
| С                     | 50 | Лазар Марковић      |  | 15’ 63’ |
| Г                     | 85 | Немања Стевановић   |  |         |
| С                     | 97 | Александар Лутовац  |  | 62’     |
| С                     | 99 | Милан Смиљанић      |  | 62’     |
| Тренер:               |    |                     |  |         |
| Александар Станојевић |    |                     |  |         |

| Црвена звезда:  |    |                    |  |                   |
|                 |    |                    |  |                   |
| О               | 5  | Милош Дегенек      |  | 78’               |
| С               | 10 | Александар Катаи   |  | 36’ 75’ (пен) 90’ |
| Н               | 16 | Дијего Фалчинели   |  | 22’ 84’           |
| С               | 22 | Вељко Николић      |  |                   |
| О               | 23 | Милан Родић        |  |                   |
| С               | 24 | Жељко Гаврић       |  | 46’               |
| О               | 25 | Страхиња Ераковић  |  | 83’               |
| Н               | 31 | Ел Фарду Бен       |  | 68’               |
| С               | 35 | Секу Саного        |  | 90’               |
| С               | 77 | Марко Гобељић      |  | 60’ 68’           |
| Г               | 82 | Милан Борјан       |  |                   |
| Измене:         |    |                    |  |                   |
| Г               | 1  | Зоран Поповић      |  |                   |
| О               | 2  | Милан Гајић        |  | 68’ 86’           |
| О               | 6  | Радован Панков     |  |                   |
| Н               | 9  | Милан Павков       |  | 68’ 80’           |
| О               | 19 | Немања Милуновић   |  |                   |
| С               | 20 | Његош Петровић     |  | 90’               |
| С               | 21 | Вељко Симић        |  |                   |
| О               | 44 | Стефан Хајдин      |  |                   |
| Н               | 70 | Срђан Спиридоновић |  | 46’               |
| Н               | 92 | Алекса Вукановић   |  | 84’               |
| Н               | 99 | Никола Крстовић    |  |                   |
| Тренер:         |    |                    |  |                   |
| Дејан Станковић |    |                    |  |                   |

Помоћне судије: Милован Ристић, Далибор Ђурђевић, Милош Милановић
Делегат: Бранко Стојаковић

## Занимљивости
- На овој утакмици по први пут су првенствени вечити дерби заиграли:
  - за Партизан: Маки Бањак, Урош Витас, Александар Лутовац
  - за Црвену звезду: Страхиња Ераковић, Секу Саного, Срђан Спиридоновић, Дијего Фалчинели